# Martine Grimaud
Martine Grimaud est une actrice française ayant fait l'essentiel de sa carrière dans le cinéma pornographique de la seconde moitié des années 1970. Elle a notamment tenu le rôle principal du film À bout de sexe que Serge Korber a réalisé sous le pseudonyme de John Thomas ; mais elle a aussi eu des rôles secondaires dans des films « classiques » tels Lèvres de sang (titre de la version « classique », film ressorti sous le titre Suce-moi vampire dans la version « pornographique »).

## Filmographie

### Films classiques
- 1975 : Lèvres de sang de Jean Rollin : la photographe
- 1975 : La Vie sentimentale de Walter Petit de Serge Korber : Solange, la secrétaire
- 1976 : Silence... on tourne de Roger Coggio : Margot

### Films pornographiques
- 1975 : Suce-moi vampire (version hard de Lèvres de sang) de Jean Rollin
- 1975 : Le Feu au ventre (ou La Villa) d'Alain Nauroy
- 1975 : Filles Insatiables d'Eddy Matalon
- 1975 : A bout de sexe (ou Un grand coup dans le pare-chocs) de Serge Korber
- 1975 : Les Goulues (ou La Clinique, version soft et hard) de Claude Pierson : la bonne
- 1975 : Hard Love (version hard de La Vie sentimentale de Walter Petit) de Serge Korber : Solange, la secrétaire
- 1975 : Prostitution Clandestine d'Alain Payet : Martine
- 1975 : Dans la chaleur de Julie de Serge Korber
- 1975 : Indécences de Jacques Orth : Marie
- 1976 : La Grande Défonce (ou Délire collectif) de Richard Balducci
- 1976 : Les Weekends d'un couple pervers ou (Introductions) de Jean Desvilles
- 1976 : La Romancière lubrique ou Douces Pénétrations de Jean Rollin : Sophie
- 1976 : Perversions (ou Les amours difficiles) de Raphaël Delpard
- 1976 : Candice Candy (ou De l'autre côté du miroir) de Pierre Unia : Anita
- 1976 : Paris Porno de Jacques Orth : fille du Peepshow
- 1976 : Eva et l'amour de Jacques Orth : Martine Bosquet
- 1976 : Safari Porno de Jean Luret : une Américaine
- 1976 : P comme pénétration (ou Aventures aux Tropiques) d'Alain Nauroy : l'hôtesse de l'air
- 1976 : Les Bandeuses (ou Obscène Story) d'Henri Sala : Flo
- 1976 : L'Essayeuse de Serge Korber : Jung
- 1976 : Le Bouche trou (ou La Pénétrée) de Jean-Claude Roy : la femme de chambre
- 1976 : La Fessée ou les Mémoires de monsieur Léon maître-fesseur ou Voluptés particulières (en version soft) de Claude Bernard-Aubert : une danseuse nue
- 1976 : Débordements de plaisir (Africa fuckdreams) d'Alain Nauroy : Jane
- 1977 : Tonnerre de fesses d'Henri Sala : Martine
- 1977 : À Pleine Bouche (ou L'Obsédée) de Jean-Claude Roy : Ariane
- 1977 : Fais-moi tout (ou Moi, je fais tout) d'Henri Sala
- 1977 : Cailles sur canapé de Serge Korber (images d'archives)
- 1977 : Cocktail Porno d'Alain Payet
- 1977 : La Partouze du diable d'Henri Sala
- 1977 : Tout est permis de Jean Desvilles : Justine
- 1977 : Main douce et lèvres chaudes d'Henri Sala
- 1977 : Belles d'un soir (ou Suprêmes jouissances, version soft et hard) de Claude Mulot : Martine
- 1977 : Cécilie Pompette de Daniel Daert : Cécilie
- 1977 : J'ai très envie de Michel Caputo
- 1977 : Corps à corps de Jean-Claude Roy : Muriel
- 1977 : Doubles pénétrations (ou Plaisirs très osés) de Michel Caputo : Nini
- 1977 : S comme sperme (ou Aventures porno n° 1) d'Henri Sala
- 1977 : La Nuit des X (ou L'Enfer pornographique) de Daniel Daert
- 1977 : Couples complices de Jean Desvilles : la bonne
- 1977 : Cuisse Me (ou Sexy baby) d'Henri Sala
- 1977 : Fais-moi jouir (ou Jouissances recto verso) de Michel Caputo : 	Fabrette
- 1977 : Langues chaudes (ou Chaleurs printanières) de Jean Desvilles : une passante
- 1977 : Check-Up à la suédoise d'Henri Sala
- 1978 : La Mouillette de Jean Luret
- 1979 : Les Voyeuses de Pierre Unia (images d'archives)
- 1979 : La Levrette
- 1980 : Plaisirs secrets de Serge Korber (images d'archives)
- 1981 : Les Jeune Q[réf. nécessaire] de Jean Luret (images d'archives)
- 1982 : Les Bachelières en chaleur de Jean Luret : Martine (images d'archives)
- 1982 : Parfum de petite culotte de Jean Luret (images d'archives)
- 1984 : Les débordements vicieux de Stella (ou Débordements pervers) de Jean Luret (images d'archives)
- 1991 : Sexe clinique pour membres vigoureux de Pierre B. Reinhard (images d'archives)